# Dorothy B. Porter
Dorothy Louise Porter Wesley (25 de maio de 1905 - 17 de dezembro de 1995) foi uma bibliotecária, bibliógrafa e curadora, que tornou o Moorland-Spingarn Research Center na Howard University em um polo de excelência em documentaçao da diáspora africana para as Américas e outras partes do mundo. Ela foi a primeira afro-americana a receber um diploma de biblioteconomia da Universidade de Columbia. Porter publicou inúmeras bibliografias sobre a história afro-americana. Ao perceber que o Sistema Decimal de Dewey tinha apenas dois números, um para a escravidão e outro para a colonização, ela criou espaço, no Sistema Decimal de Dewey, para a produção afro-americana.

## Infância e educação
Ela nasceu Dorothy Louise Burnett em 1905 em Warrenton, Virgínia, a primeira de quatro filhos do Doutor e da Sra. Hayes J. Burnett. Eles encorajavam seus filhos a se tornarem educados e a servirem sua raça.
Porter recebeu um BA em 1928 da Howard University, uma faculdade historicamente negra . Durante esse tempo, ela conheceu James Amos Porter, historiador de arte e instrutor no departamento de arte de Howard. Eles se casaram em 1929, enquanto ela fazia pós-graduação. Ela estudou na Universidade de Columbia, obtendo bacharelado em 1931 e mestrado em 1932 em biblioteconomia.

## Carreira
Por seu nome de casada de Porter, ela foi nomeada em 1930 como bibliotecária da Howard University. Nos 40 anos seguintes, ela foi fundamental para construir o que hoje é o Moorland-Spingarn Research Center na universidade como uma das melhores coleções de materiais de biblioteca do mundo para a história e cultura negra/africana.
Por causa de seu orçamento limitado, ela apelou diretamente aos editores e negociantes de livros para doar livros específicos para a biblioteca. Ela desenvolveu uma rede mundial de contatos que iam dos Estados Unidos ao Brasil, México e Europa. Seus amigos e contatos incluíam Alain Locke, Rayford Logan, Dorothy Peterson, Langston Hughes e Amy Spingarn. A coleção é internacional, com livros e documentos em vários idiomas. Inclui música e estudos acadêmicos sobre linguística, bem como literatura e estudos de e sobre pessoas negras nos Estados Unidos e em outros lugares.
Além disso, ela foi fundamental para garantir que acadêmicos, como Edison Carneiro, e estadistas, como Kwame Nkrumah e Eric Williams, visitassem a universidade para aumentar o interesse dos alunos pela herança africana.
Burnett desenvolveu um novo sistema de catalogação para a coleção crescente, bem como expertise para avaliar os materiais. Bibliotecários anteriores, notadamente Lula V. Allen, Edith Brown, Lula E. Connor e Rosa C. Hershaw, começaram a desenvolver um sistema adequado para os materiais da biblioteca. Porter baseou-se nisso para destacar gêneros e autores, em vez de usar a classificação decimal de Dewey convencional, que carecia de marcas de classe apropriadas.
Quando Arthur Spingarn concordou em vender sua coleção particular para a Howard University, o tesoureiro da universidade exigiu uma avaliação externa de seu valor, afirmando que a estimativa de Porter seria superior ao valor da coleção. Embora Porter tenha solicitado que alguém da Biblioteca do Congresso fizesse isso, eles reconheceram que não tinham experiência na área do assunto. Eles pediram que ela escrevesse o relatório, que eles certificaram e assinaram. Este relatório foi aceito pelo tesoureiro da universidade. Essa estimativa estabeleceu o padrão para avaliar coleções de literatura negra.

## Honrarias e legado
- 1994 Prêmio Charles Frankel nas Humanidades - dado a "americanos que trouxeram as humanidades para uma ampla audiência pública"[7]
- O Prêmio Conover-Porter para reconhecer realizações notáveis em bibliografia e ferramentas de referência Africana foi instalado em 1980 pelo Conselho de Bibliotecários Africana da Associação de Estudos Africanos. O prêmio foi estabelecido em homenagem a duas pioneiras na bibliografia de Estudos Africanos, Helen F. Conover, da Biblioteca do Congresso, e Dorothy B. Porter.
- O Prêmio Dorothy Porter Wesley foi estabelecido em 2018 pelos Profissionais da Informação da Associação para o Estudo da Vida e História Afro-Americana (ASALH) "para homenagear e documentar o excelente trabalho dos profissionais da informação; bibliófilos, bibliotecários, arquivistas, curadores e colecionadores."[8]

## Vida pessoal
Em 1929 Burnett casou-se com James A. Porter, historiador e artista. Ele foi o autor da Arte Negra Moderna. Eles tiveram uma filha juntos, Constance, conhecida como "Coni". Ela se casou com Milan Uzelac e inicialmente trabalhou com sua mãe. Ela atuou como Diretora Executiva da Biblioteca Dorothy Porter Wesley. Mais tarde, ela ajudou a criar o African American Research Library & Cultural Center em Fort Lauderdale.
James Porter morreu em 28 de fevereiro de 1970. Vários anos depois, em 1979, Burnett Porter casou-se com Charles Wesley, um historiador e educador americano pioneiro em importantes estudos sobre a história negra. Ele morreu em 1987.
Porter morreu em Fort Lauderdale, Broward County, Flórida, aos 91 anos.

## Publicações selecionadas
Dorothy Porter publicou inúmeras bibliografias e uma antologia.
- Wesley, Dorothy Porter. Escritos afro-americanos publicados antes de 1835: com uma lista alfabética (tentativa) de impressões escritas por negros americanos, 1760-1835. [Nova York]: Columbia University, 1932. Tese (M. Sc.)--Columbia University, Nova York, 1932.OCLC 12747472
- Porter, Dorothy B. " Uma Biblioteca sobre o Negro ". The American Scholar, Vol. 7, nº 1: págs. 115-117. 1938.ISSN 0003-0937 OCLC 5543366780
- Porter, Dorothy B. " Uma Biblioteca sobre o Negro. " The Journal of Negro Education, Vol. 10, nº 2: pág. 264-266. abril de 1941.ISSN 0022-2984 OCLC 5545408903
- Forten, James, John T. Hilton e William Wells Brown. " As primeiras cartas manuscritas escritas por negros. " The Journal of Negro History, Vol. 24, nº 2: págs. 199-210. 1939.ISSN 0022-2992 OCLC 5545495349
- Wesley, Dorothy Porter e Arthur Alfonso Schomburg. Poetas negros norte-americanos, uma lista de verificação bibliográfica de seus escritos, 1760-1944. Hattiesburg, Miss: Book farm, 1945.OCLC 382999
- Fundação Moorland e Dorothy Porter Wesley. Um Catálogo da Coleção Africana na Fundação Moorland, Biblioteca da Universidade Howard. Washington: Howard University Press, 1958.OCLC 577265
- Porter, Dorothy B. O Negro nos Estados Unidos; Uma Bibliografia Selecionada. Compilado por Dorothy B. Porter. Washington, Biblioteca do Congresso, 1970. Disponível no Projeto Gutenberg, 2011.OCLC 746985433
- Wesley, Dorothy Porter. Escrita negra primitiva, 1760-1837. Boston: Beacon Press, 1971.ISBN 978-0-807-05452-9 OCLC 251341
  - Uma antologia de documentos raros da história do negro, incluindo endereços, narrativas, poemas, ensaios e documentos de organizações de ajuda mútua e fraterna e sociedades de melhoria educacional.
- Porter, Dorothy B. " Bibliografia e Pesquisa em Bolsa Afro-Americana. " Revista de Biblioteconomia Acadêmica. Vol. 2, nº 2: pág. 77-81. 1976.OCLC 424794640
- Centro de Pesquisa Moorland-Spingarn e Dorothy Porter Wesley. Livros notáveis recentes: uma bibliografia selecionada em homenagem a Dorothy Burnett Porter. [Washington]: Howard University, Moorland-Spingarn Research Center, 1974.OCLC 1818615
- Newman, Ricardo. Acesso Negro: Uma Bibliografia de Bibliografias Afro-Americanas. Westport, Conn: Greenwood Press, 1984.ISBN 978-0-313-23282-4 OCLC 9557811
- Nell, William Cooper; Wesley, Dorothy Porter; Uzelac, Constance Porter (2002). William Cooper Nell, Nineteenth-Century African American Abolitionist, Historian, Integrationist: Selected Writings from 1832–1874. Baltimore, MD: Black Classic Press. ISBN 978-1-57478-019-2 OCLC 50673509

### Coleções de arquivos
- Documentos de Dorothy Porter Wesley . James Weldon Johnson Collection na Yale Collection of American Literature, Beinecke Rare Book and Manuscript Library.
- Porter Uzelac, Constança. Coleção Dorothy Porter Wesley , Biblioteca de Pesquisa Afro-Americana e Coleção Especial do Centro Cultural, Biblioteca do Condado de Broward .
- Documentos de Dorothy Porter Wesley (Série 8 nos documentos de James Amos Porter), Manuscritos de Stuart A. Rose, Arquivos e Biblioteca de Livros Raros, Universidade de Emory.